# Łeonid Bazan
Łeonid Anatolijowycz Bazan (ukr. Леонід Анатолійович Базан; ros. Леонид Анатольевич Базан, Leonid Anatoljewicz Bazan; ur. 11 czerwca 1985) – ukraiński i bułgarski (od 2011 roku) zapaśnik walczący w stylu wolnym. Olimpijczyk z Londynu 2012, gdzie zajął czternaste miejsce w kategorii 66 kg.
Dwukrotny uczestnik mistrzostw świata, piąty w 2011. Trzykrotny medalista mistrzostw Europy. Wicemistrz w 2011 i 2012 a brązowy medalista w 2013. Czwarty w Pucharze Świata w 2007 i dwunasty w 2012. Trzeci na akademickich MŚ w 2006 roku.
- Turniej w Londynie 2012

Przegrał z Cəbrayılem Həsənovem z Azerbejdżanu i odpadł z turnieju.